# 民間音樂

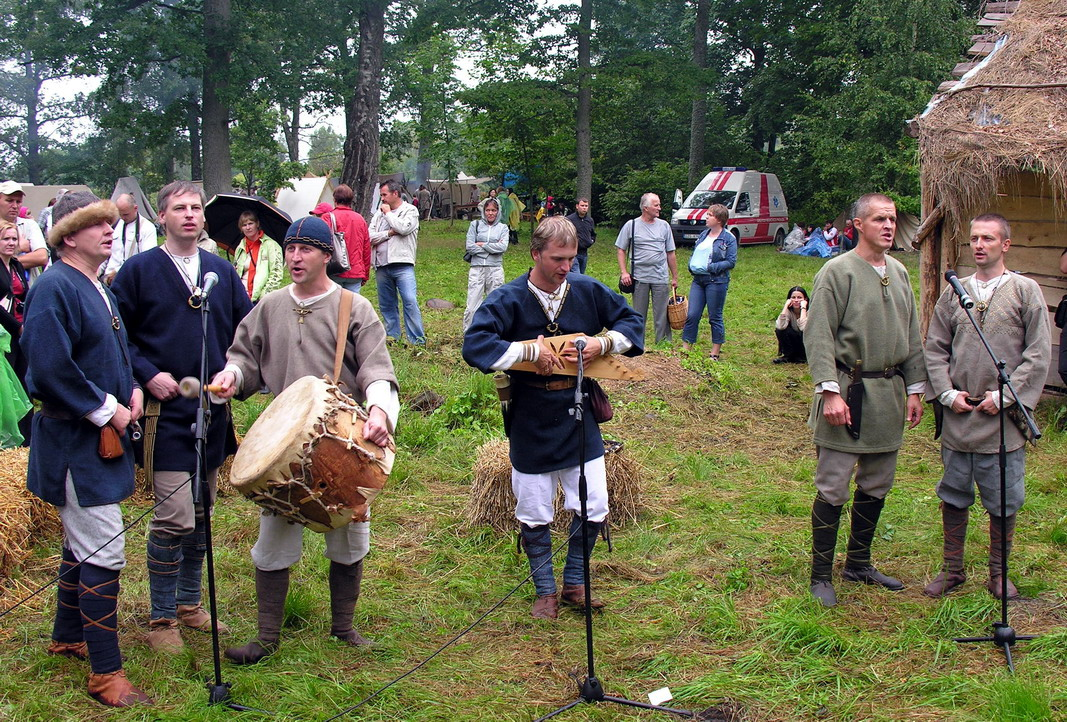
演唱民謠

民間音樂，又稱民俗音樂、民間歌謠，簡稱民歌、民謠、民樂，國際傳統音樂協會之解釋定義為「經過口傳過程發展起來的普羅大眾音樂」，也就是該音樂散布過程，純粹是由演奏者或音樂接收者記錄教習，並親自相傳所得。其範圍包含歌曲、簡單樂器演奏，甚至舞曲曲調與步伐。